# Viandar de la Vera
Viandar de la Vera (extremadurai nyelven Viandal) település Spanyolországban, Cáceres tartományban. Viandar de la Vera Talaveruela de la Vera, Losar de la Vera és Navalonguilla községekkel határos. Lakosainak száma 218 fő (2024).

## Népesség
A település népessége az elmúlt években az alábbi módon változott:
| Lakosok száma | 310  | 303  | 279  | 266  | 267  | 272  | 246  | 225  | 213  | 218  |
|               | 2001 | 2004 | 2006 | 2009 | 2011 | 2014 | 2016 | 2019 | 2021 | 2024 |